# Leu Hong
Leu Hong is een bestuurslaag in het regentschap Aceh Utara van de provincie Atjeh, Indonesië. Leu Hong telt 322 inwoners (volkstelling 2010).